# Lee Rinker
Lee Cross Rinker (Stuart, Florida, 10 november 1960) is een golfprofessional uit de Verenigde Staten.
Na zijn studie aan de University of Alabama werd Rinker in 1983 professional. Hij speelde sindsdien op de Amerikaanse PGA Tour, vaak hij 185 toernooien speelde, meestal met matig succes. Wel heeft hij acht keer een hole-in-one gemaakt. Zijn topjaar kwam pas in 1997, toen hij bijna US$ 500.000 verdiende met onder meer een 2de plaats bij de Byron Nelson Classic en het B.C. Open. Hij is echter regelmatig zijn speelrecht kwijtgeraakt en heeft veel seizoenen op de Nationwide Tour gespeeld, waar hij aan 88 toernooien deelnam.
In november 2010 haalde hij via de Tourschool een spelerskaart voor de Champions Tour van 2011.  Hij speelde het PGA Seniors Championship op Walton Heath waar hij na twee rondes aan de leiding stond.
Rinker's zijn zuster Laurie is ook golfer.

## Gewonnen
- 2008: EZ-Go South Florida PGA Open